# Caloptilia negundella
Boxelder Leafroller (Caloptilia negundella) là một loài bướm đêm thuộc họ Gracillariidae. Nó được tìm thấy ở Québec và Hoa Kỳ (bao gồm Colorado, Kentucky, New York, California, Maine, Ohio và Vermont).
Sải cánh dài khoảng 13 mm.
Ấu trùng ăn Acer negundo. Chúng ăn lá nơi chúng làm tổ.